# 거대동물

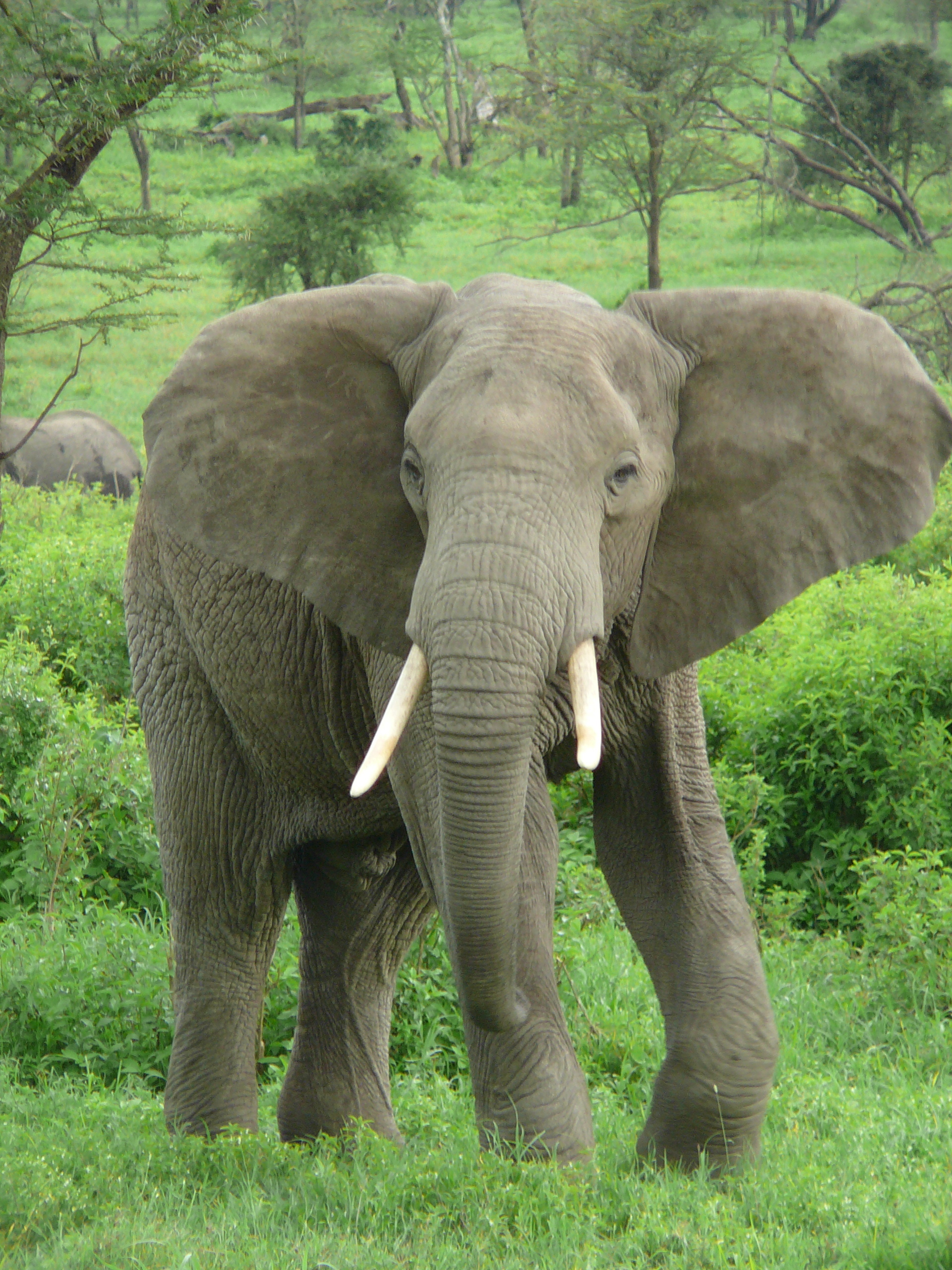
아프리카코끼리（Loxodonta africana), 지구상에서 현존하는 가장 큰 육상동물

거대동물(megafauna)은 동물학에서 "거대한", "아주 큰" 혹은 "큰" 동물들을 말한다. 가장 보편적인 기준은 100파운드, 즉 미터법(metric system)으로는 40에서 45kg 이상의 동물들이다. 따라서 이러한 분류에는 보통 '거대'하다고 생각되지는 않는 많은 동물들, 흰꼬리사슴이나, 붉은캥거루 혹은 사람 등이 포함된다.
실제적으로 학술적, 혹은 대중적인 글들에서 사용될 때에는, 인간보다는 크고 길들여지지 않은, 야생의 지상동물들을 가리킨다. 특히 최종빙기의 매머드와 같은 "플라이스토세의 거대동물들"과 연관되어 많이 사용된다. 또한 코끼리나 기린, 하마, 코뿔소, 코모도왕도마뱀, 호랑이, 나일왕도마뱀, 바다악어, 무스, 콘도르 등의 현존하는 가장 큰 야생 동물들을 지칭하는 데에도 사용된다.
다르게 사용되는 경우에는 거대한 "해양종"들 특히 고래, 혹은 영양이나 소같은 어떠한 큰 야생이거나 길들여진 "육상동물"들, 더하여 공룡들과 같은 이미 멸종한 거대 파충류들을 말하기도 한다.
또한 석탄기에 있었던 1미터(3피트)에 육박하는 메가네우라 등과 같이, 현재 살아있는 동물들의 "과거에 멸종한 거대한 크기의 선조동물들"을 표현할 때에도 사용된다.

## 같이 보기
- 베르그만의 법칙
- 코프의 규칙
- 심해 거대증